# Yamaha EC
Yamaha EC-serien eller Excel-V som stod för Excellente (utmärkt) var en premiumsnöskoter från Yamaha som introducerades 1979.

## EC- och XL-serien år från år
- 1979 Kom en första modellen i serien och den hette EC540C.
- 1980 EC540D som den nu hette hade fått ett nytt säte och några andra smärre förändringar. Detta var den sista EC540
- 1981-1988 använder Yamaha återigen Excel och EC-beteckningen men nu i en Excel III som i princip är en ET340 för mer information se just denna maskin för var årgång. Skillnaden var att den var mer utrustad än ET340 och den hade också andra kulörer.
- 1985 Återkommer Excel-V men nu som XLV och heter eg. XL540J. Det är i princip samma snöskoter som 1980 års modell fast med ny dyna och andra moderationer.
- 1986-1990 Smärre förändringar av XL540 med ny sits från 1988.